# Google Assistente
A Google Assistente (português brasileiro) ou Assistente Google (português europeu) é uma assistente pessoal virtual desenvolvida pela Google que pode realizar tarefas do dia-a-dia, como ligar para pessoas, mandar mensagens, pesquisar no Google, e ainda conversar com o usuário. Foi anunciada na sua conferência de programadores em maio de 2016. A crítica favorável de Mark Hachman, citada no site, PC World, articula que a Assistente Google aproxima-se da Cortana (Microsoft) e da Siri (Apple). Trata-se da sucessora do Google Now e encontra-se disponível em 21 idiomas.
A Assistente Google pode ser usado no Google Allo, nos Google Home, Google Pixel, Google Pixel 2, Google Pixelbook e em diversos telefones da plataforma Android. Durante a CES 2018, foi anunciado suporte da Assistente Google às telas inteligentes e chegada ao Android Auto, batendo de frente à sua rival, Amazon.

## Como utilizar a Assistente
A maneira mais fácil de chamar a assistente, é (só funciona em dispositivos Android) apertando e segurando o botão de início (O) (ou para usuários com o Android 10 com a navegação por gestos ativa, arrastando o canto inferior esquerdo ou direito para o centro) ou abrindo o aplicativo do assistente ou falando o comando "ei Google" ou "ok Google" após ter configurado o assistente para detectar sua voz.
Após o usuário "chamar a assistente", abre uma "conversa" com a assistente, assim podendo com que o usuário fale os comandos.
Os usuários interagem principalmente com a Assistente Google por meio de voz natural, embora a entrada de teclado também seja compatível.

## Dispositivos compatíveis
A Assistente Google pode ser encontrada ou instalada nestes dispositivos:

### Smartphones
- Dispositivos Android 6+
- Dispositivos iOS 10+

### Alto-falantes inteligentes
- Google Home
- Google Home Mini
- Google nest mini (disponível no Brasil)
- Google Home Max
- Google Nest Áudio (disponível no Brasil)
- Google Nest Hub
- Google Nest Hub Max
- Sony LF-S50 G
- JBL Link 20
- JBL Link 10
- Bose Soundlink Revolve
- Bose Soundlink Revolve +

### Objetos domóticos
- Raspberry Pi (com Google VoiceKit)

### Auscultadores
- Bose Quiet Comfort II
- Google Pixel Buds
- JBL 720GA

## Funções
A Assistente Google te dá uma vasta lista de opções para você utilizar ele. Você pode utilizar ele como você utilizava o Google Now: pode fazer pesquisas, agendar eventos em seu calendário, enviar mensagens, tocar músicas (do Youtube, Spotify ou qualquer serviço compatível com o assistente), adicionar lembretes, jogar, conversar com o assistente, etc.
A Assistente Google diferente da Siri, ela não perde todos os recursos ao ficar sem internet. Por exemplo, você pode pedir para que ela ligue ou desligue a lanterna (flash) ou que toque alguma música (salva em seu Spotify ou como arquivo de música) mesmo sem internet.
Há também a função chamada 'Rotina', que o usuário pode programar para que a Assistente faça determinadas funções programadas pelo usuário em determinada hora ou por pedido, algumas das funções é a reprodução de notícias através do Google Podcasts, controlar Smart Homes (tais como regular termostato, ajustar o sistema de segurança, ajustar as luzes e etc). Algumas das rotinas já vem por padrão pelo Google, mas o usuário pode também criar suas próprias rotinas.
Alguns exemplos de funções que pode utilizar:
- Clima (Como está o tempo?)
- Pesquisa de música (Que música é essa?)
- Música (Toque Closer de Lemaitre no Spotify)
- pesquisa (Pesquise sobre Batatas)
- Apps (Abrir whatsapp)
- Ferramentas (Ligar lanterna)
- Sistema (desligue o Bluetooth)
- Relógio (Me acorde amanhã as 09:00)
- Calendário (Adicione um evento de reunião para amanhã as 15:35)
- Lembretes (Me lembre de alimentar o meu PET)
- Voos (Há um voo para amanhã?)
- Jogos (Vamos jogar Lucky Trivia)
- Sobre a Assistente (Você bebe água?)
- Ajuda (Como Configurar o Desbloqueio com Digital?)

## Privacidade
O assistente do Google e Siri podem ser hackeados com ondas ultrassônicas.

## Regiões e línguas
A Assistente Google suporta atualmente 21 idiomas.
Esta tabela identifica a versão localizada da Google Assistente atualmente disponível. 
| Idioma         | Região         | Variante            | Status                             | Plataformas                                           |
| -------------- | -------------- | ------------------- | ---------------------------------- | ----------------------------------------------------- |
| Alemão         | Alemanha       | -                   | Disponível                         | Android, Google Home, iOS, Android Wear               |
| Alemão         | Áustria        | -                   | Disponível                         | Android, Google Home, iOS, Android Wear               |
| Alemão         | Bélgica        | -                   | Disponível                         | Android, Google Home, iOS, Android Wear               |
| Alemão         | Suíça          | Alemão suíço        | Disponível                         | Android, Google Home, iOS, Android Wear               |
| Árabe          | Médio Oriente  | Árabe padrão        |                                    |                                                       |
| Árabe          | Arábia Saudita | -                   | Disponível                         |                                                       |
| Árabe          | Egito          | Árabe egípcio       | Disponível                         |                                                       |
| Bengali        | Bangladesh     | Bengali             | Disponível                         |                                                       |
| Bengali        | Índia          | Bengali             | Disponível                         |                                                       |
| Canarês        | Índia          | -                   | Disponível                         |                                                       |
| Chinês         | China          | Chinês simplificado | Disponível                         |                                                       |
| Chinês         | Hong Kong      | Chinês de Hong Kong |                                    |                                                       |
| Chinês         | Taiwan         | Chinês de Taiwan    |                                    |                                                       |
| Coreano        | Coreia do Sul  | -                   | Disponível                         | Android, Google Home, iOS, Android Wear               |
| Dinamarquês    | Dinamarca      | -                   | Disponível                         | Android, Google Home, iOS, Android Wear               |
| Espanhol       | Argentina      | Espanhol da América | Disponível                         | Android, Google Home, Android Wear                    |
| Espanhol       | Chile          | Espanhol da América | Disponível                         | Android, Google Home, Android Wear                    |
| Espanhol       | Colômbia       | Espanhol da América | Disponível                         | Android, Google Home, Android Wear                    |
| Espanhol       | Espanha        | Espanhol castelhano | Disponível                         | Android, Google Home, Android Wear                    |
| Espanhol       | Estados Unidos | Espanhol da América | Disponível                         | Android, Google Home, iOS, Android Wear               |
| Espanhol       | México         | Espanhol da América | Disponível                         | Android, Google Home, iOS, Android Wear               |
| Espanhol       | Peru           | Espanhol da América | Disponível                         | Android, Google Home, Android Wear                    |
| Francês        | França         | -                   | Disponível                         | Android, Google Home, iOS, Android Wear               |
| Francês        | Bélgica        | -                   | Disponível                         | Android, Google Home, iOS, Android Wear               |
| Francês        | Canadá         | Francês canadense   | Disponível                         | Android, Google Home, iOS, Android Wear               |
| Francês        | Suíça          | Francês da suíça    | Disponível                         |                                                       |
| Guzerate       | Índia          | -                   | Disponível                         |                                                       |
| Guzerate       | Paquistão      | -                   | Disponível                         |                                                       |
| Hindi          | Índia          | -                   | Disponível                         |                                                       |
| Indonésio      | Indonésia      |                     |                                    |                                                       |
| Disponível     |                |                     |                                    |                                                       |
| Inglês         | Austrália      | Inglês australiano  | Disponível                         | Android, Google Home, iOS, Android Wear               |
| Inglês         | Canadá         | Inglês canadense    | Disponível                         | Android, Google Home, iOS, Android Wear               |
| Inglês         | Estados Unidos | Inglês americano    | Disponível                         | Android, Google Home, iOS, Android Wear, Android Auto |
| Inglês         | Filipinas      | Inglês americano    | Disponível                         | Android, Google Home, iOS, Android Wear               |
| Inglês         | Índia          | Inglês indiano      | Disponível                         | Android, Google Home, iOS, Android Wear               |
| Inglês         | Irlanda        | Inglês irlandês     | Disponível                         | Android, Google Home, iOS, Android Wear               |
| Inglês         | Reino Unido    | Inglês britânico    | Disponível                         | Android, Google Home, iOS, Android Wear               |
| Inglês         | Tailândia      | Inglês americano    | Disponível                         | Android, Google Home, iOS, Android Wear               |
| Inglês         | Singapura      | Inglês americano    | Disponível                         | Android, Google Home, iOS, Android Wear               |
| Inglês         | Suíça          | Inglês britânico    | Disponível                         | Android, Google Home, iOS, Android Wear               |
| Italiano       | Itália         | -                   | Disponível                         | Android, Google Home, iOS, Android Auto               |
| Italiano       | Suíça          | Italiano da suíça   | Disponível                         | Android, Google Home, iOS, Android Auto               |
| Japonês        | Japão          | -                   | Disponível                         | Android, Google Home, IOS, Android Wear               |
| Malaiala       | Índia          | -                   | Disponível                         |                                                       |
| Malaiala       | Malásia        | -                   | Disponível                         |                                                       |
| Marata         | Índia          | -                   | Disponível                         |                                                       |
| Norueguês      | Noruega        | -                   | Disponível                         | Android, Google Home, iOS, Android Wear               |
| Neerlandês     | Bélgica        | -                   | Disponível                         | Android, Google Home, iOS, Android Wear               |
| Neerlandês     | Países Baixos  | -                   | Disponível                         | Android, Google Home, iOS, Android Wear               |
| Polaco Polonês | Polónia        | -                   | Disponível                         | Android, Google Home, iOS, Android Wear               |
| Português      | Brasil         | Português do Brasil | Disponível                         | Android, Google Home, iOS, Android Wear               |
| Português      | Portugal       | Português europeu   | Disponível (Google Home em testes) | Android, Google Home, iOS, Android Wear               |
| Russo          | Rússia         | -                   | Disponível                         | Android, Google Home, iOS, Android Wear               |
| Sueco          | Suécia         | -                   | Disponível                         | Android, Google Home, iOS, Android Wear               |
| Tailandês      | Tailândia      | -                   | Disponível                         |                                                       |
| Tâmil          | Índia          | -                   | Disponível                         |                                                       |
| Telugo         | Índia          | -                   | Disponível                         |                                                       |
| Turco          | Turquia        | -                   | Disponível                         | Android, Google Home, iOS, Android Wear               |
| Urdu           | Índia          | -                   | Disponível                         |                                                       |
| Urdu           | Paquistão      | -                   | Disponível                         |                                                       |
| Vietnamita     | Vietname       | -                   | Disponível                         |                                                       |